# 临洺之战
临洺之战是唐德宗建中二年（781年），唐朝河东节度使马燧等率军在临洺（治贵乡，今河北省邯郸市永年区一带）大破魏博节度使田悦的作战。
大历十二年（777年），成德节度使李宝臣与平卢节度使李正己、魏博节度使田承嗣和山南东道节度使梁崇义相互勾结，期望把受封的土地传给子孙。田承嗣死后，李宝臣等人竭力为其继承权向朝廷请命，使田悦当了节度使。田悦开始比较谨慎，对朝廷很恭敬。马燧上奏称田悦必反，提请唐德宗注意。建中二年（781年），田悦为李宝臣子李惟岳世袭父位请命。德宗没有答应。田悦和李正己派使者去见李惟岳，暗中谋划率兵抗拒朝廷命令。德宗平刘文喜之乱后，李正己和田悦等人害怕阴谋暴露，心里不安。是年五月，田悦与李正己，李惟岳决定连兵抗拒朝命，派兵马使孟祐率领五千步骑北助李惟岳反唐。并派兵马使康愔率领八千人攻邢州（治龙冈，今河北省邢台市），别将杨朝光率领五千人在邯郸西北竖起营栅，切断昭义救兵。田悦亲自率兵数万围攻临洺，邢州刺史李共、临洺守将张伾坚壁拒守。七月，马燧、昭义节度使李抱真、神策先锋都知马兵使李晟在临洺城下会战田悦。当时，田悦攻临洺累月不克，城中食尽库竭，士兵多死伤。守将张伾请卖爱女犒赏将士，将士感动愿意尽死力。李抱真向朝廷告急，德宗命马燧派二万步骑增援，又派李晟率神策兵与其一起讨伐田悦，又诏幽州留后朱滔进击李惟岳。马燧等軍未出，先派遣使者好语劝告田悦。田悦以为马燧怕他，放松设防，马燧与李抱真合兵八万，东下壶关（今山西省壶关县），陈兵邯郸（今河北省邯郸市）猛击田悦一部，大破其军。田悦急于攻克临洺城，分李惟岳兵五千人支援杨朝光。第二天，马燧等进攻杨朝光营，田悦率万余人急教，马燧命大将李自良等在双岗（今河北省邯郸市西北）阻击，李自良力战，击退田悦军，马燧推火器兵车焚烧杨朝光营，杀杨朝光及其部下五千余人，五天后，马燧等进军临洺城下，田悦出动全军力战百余合大败，被杀万余人。田悦率军夜逃，唐朝保住了临洺，邢州也被解围。这时，平卢李正己已死，其子李纳秘不发丧，并领军务。田悦求援于李纳和李惟岳。李纳派大将卫俊率兵万人，李惟岳派兵三千人援救。田悦收合散卒二万余人，在洹水集结部队，平卢军在其东側，成德军在其西侧，首尾相应。马燧率各路官兵进屯邺城（今河南省安阳市北）奏请河阳兵前来增援，德宗让河阳节度使率部助战。